# Китайско-чилийские отношения
Китайско-чилийские отношения — двусторонние дипломатические отношения между Китаем и Чили, установленные 5 января 1971 года. В 2013 году двусторонний товарооборот между Китаем и Чили составил 34 млн долларов.

## История
Дипломатические отношения между Китаем и Чили были установлены по инициативе правительства Сальвадора Альенде 5 января 1971 года во исполнение одного из пунктов программы блока «Народное единство», предусматривавшего нормализацию отношений между Чили и странами социалистического лагеря. Таким образом Чили стало первым государством Латинской Америки, признавшим КНР и разорвавшим дипломатические отношения с Тайванем.
После военного переворота 11 сентября 1973 года и гибели президента Альенде СССР и его восточноевропейские союзники (кроме Румынии) разорвали дипломатические отношения с узурпировавшей власть военной хунтой. Однако КНР, находившаяся в это время в состоянии острого конфликта с Советским Союзом и сближения с США, не только признала режим Аугусто Пиночета, но и выслала из страны осудившего переворот посла Армандо Урибе, члена входившей в свергнутую коалицию «Народное единство» Партии христианских левых. В ответ Правительственная хунта отказалась восстанавливать разорванные Альенде дипломатические отношения с Тайванем и подтвердила поддержку Чили принципа «одного Китая». Пиночетовская пропаганда оправдывала сотрудничество с «коммунистическим Китаем» тем, что он «не является экспансионистом», помимо этого обе страны нуждались в поддержке друг друга в ООН из-за давления на них международного общества в связи с массовыми нарушениями прав человека.
Начало политики реформ и открытости в Китае сгладило идеологические противоречия между странами, что не могло не сказаться на их сближении. Военная хунта воздержалась от критики китайского руководства после событий на площади Тяньаньмэнь в 1989 году, а КНР начала прямые инвестиции в чилийскую экономику, прежде всего в добычу меди. В июне 1987 года Сантьяго посетил министр иностранных дел КНР У Сюэцянь, а в мае 1990 года состоялся визит в страну Председателя КНР Яна Шанкуня.
После восстановления демократического режима в 1990 году Китай содействовал вступлению Чили в АТЭС (1993) и ВТО (1995), а Чили — вступлению Китая в ВТО (2001). В Шанхае было открыто генеральное консульство страны.
В дальнейшем китайские руководители неоднократно посещали Чили с государственными визитами: Цзян Цзэминь в 2001 году, Ху Цзиньтао в 2004 и 2011 годах, Вэнь Цзябао в 2012 году, Ли Кэцян в 2015 году, Си Цзиньпин в 2016 году.

## Экономические отношения
Во время государственного визита в Чили министра иностранных дел КНР У Сюэцяня в 1987 году были заключены соглашения об экономическом сотрудничестве, договоры в сфере торговли, науки и технологий, а также культуры. В 1990-е годы китайский рынок стал третьим по объёму чилийского экспорта после американского и японского, а КНР заняла шестое место среди импортёров в Чили. 75% чилийского экспорта составляли медь, целлюлоза и рыбная мука. К 2000 году объём двухсторонней торговли составил 1,8 млрд. долларов. 
В ноябре 2005 года правительством Рикардо Лагоса было подписано соглашение о зоне свободной торговли между Китаем и Чили, которое начало действовать в октябре 2006 года, уже при первом президентстве Мишель Бачелет. После этого товарооборот между странами начал быстро расти: с 6,9 млрд. долларов в 2005 году до 25 млрд. долларов в 2010 году. В этот период Китай становится главным покупателем чилийской меди.
В 2013 году двусторонний товарооборот между Китаем и Чили составил 34 млн. долларов, инвестиции Китая в Чили — 19 млн. долларов, инвестиции Чили в Китай — более 2 млн. долларов. В 2019 году
объём двусторонней торговли достиг 42,8 млрд. долларов, доля КНР в чилийском экспорте составила 28%, в импорте — 24%. Доля Чили в экспорте и импорте КНР не превышает 1%. Несмотря на попытки чилийского руководства диверсифицировать экспорт, большую его часть занимает добывающая отрасль (79%), из неё 96% приходится на медь. Ведущая статья китайского экспорта в Чили – электроника (17,4%), из которой треть составляют телефоны.